# Château de Kildrummy
Le château de Kildrummy est un château en ruine près de la ville de Kildrummy dans l'Aberdeenshire, région du nord de l'Écosse. Bien qu'en ruine, c'est probablement le château le plus complet du XIIIe siècle à avoir survécu dans l'Écosse de l'Est. Il s'agissait du siège des comtes de Mar. 

## Histoire
Datant du début du XIIIe siècle, on pense que ce château a été construit sous les seigneuries de Uilleam et Domhnall, comtes de Mar. Il a été assiégé de nombreuses fois dans son histoire : en 1306 pour des histoires liées à Robert Ier d’Écosse et en 1335 par David Strathbogie menant les forces d'Édouard Balliol. Lors de cette dernière occasion, Cristina Bruce, sœur du roi d'Écosse, tint tête aux assaillants jusqu'à ce que son époux Andrew Moray vienne à son secours.
En 1374, l'héritière du château Isobel fut prise et mariée à Alexander Stewart, qui fit alors valoir ses prétentions sur le château de Kildrummy et le titre de Comte de Mar. En 1435, le roi Jacques Ier d'Écosse prit le contrôle du château qui devint alors château royal, jusqu'à ce qu'il soit accordé à Lord Elphinstone en 1507. Enfin, le château passa du Clan Elphinstone au Clan Erskine en 1716 avant d'être abandonné à cause de l'échec de la rébellion jacobite.

## Architecture
Le plan du château de kildrummy est dit taillé en bouclier (de l'anglais shield-shaped), avec de nombreuses tours indépendantes. Le flanc plat du château surplombe un ravin à pic, et du côté opposé les murs convergent vers un point qui était alors défendu par deux tours jumelles massives. Le château avait aussi un donjon, appelé la Snow Tower (i.e. "tour des neiges"), plus haute que les autres tours, construite dans le style français, comme pour le Château de Bothwell. Le château était protégé par d'importantes fortifications en terre, avec le ravin et des "douves sèches" (un fossé de la dimension habituelle des douves mais sans eau). La plupart des fondations du château sont encore visibles, ainsi que certains des étages inférieurs de ses murs. Des marques de batailles ont été mises au jour en 1925 par des fouilles archéologiques, qui ont également révélées des décorations du sol en pierre.

## De nos jours
Actuellement, les restes du château sont gérés par Historic Scotland, l'agence d'Écosse des monuments historiques. L'hôtel Kildrummy Castle Hotel a été construit sur l'ancienne propriété et domine les ruines. 

## Galerie

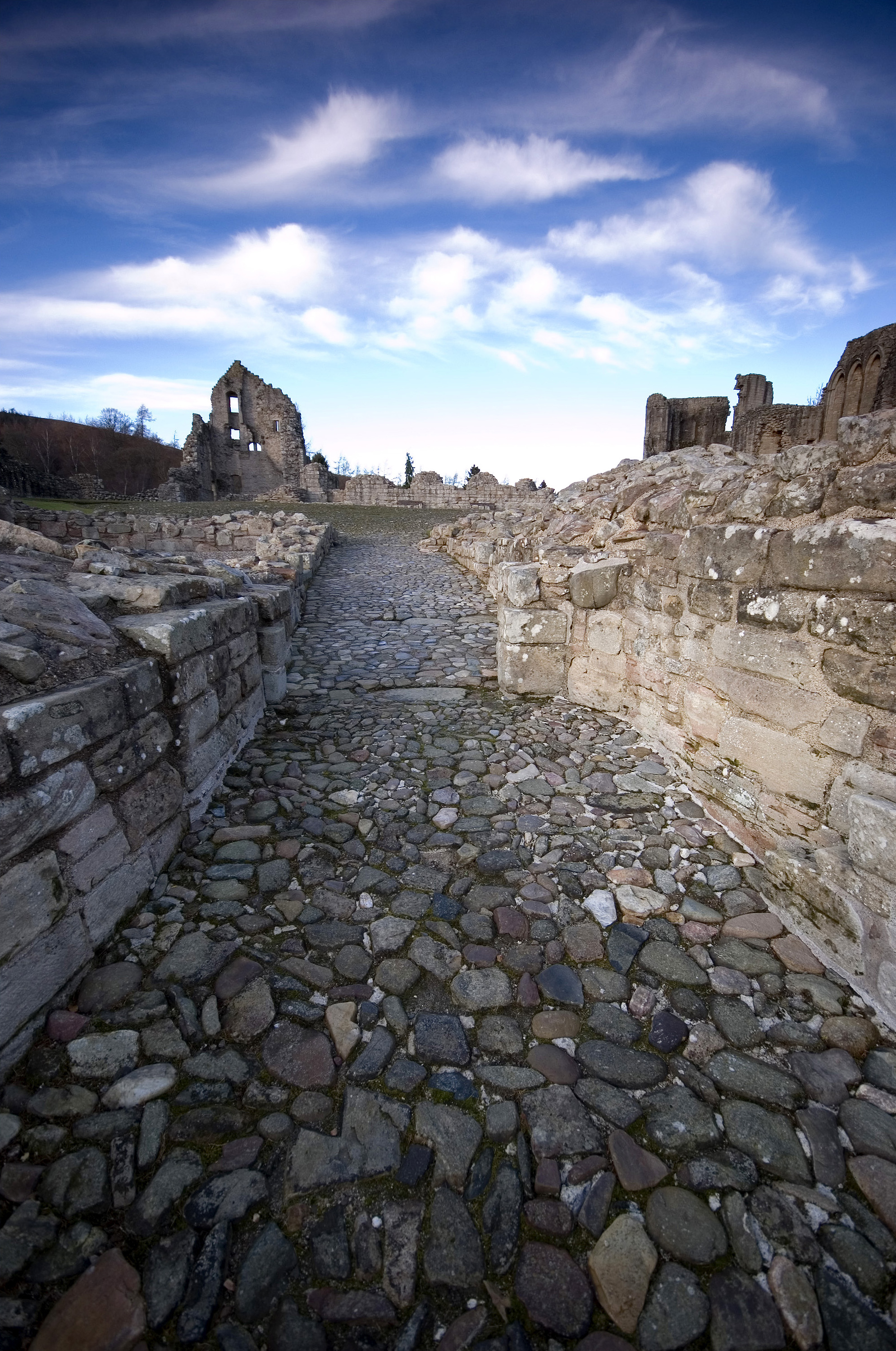
L'allée, par B. A. Watson.
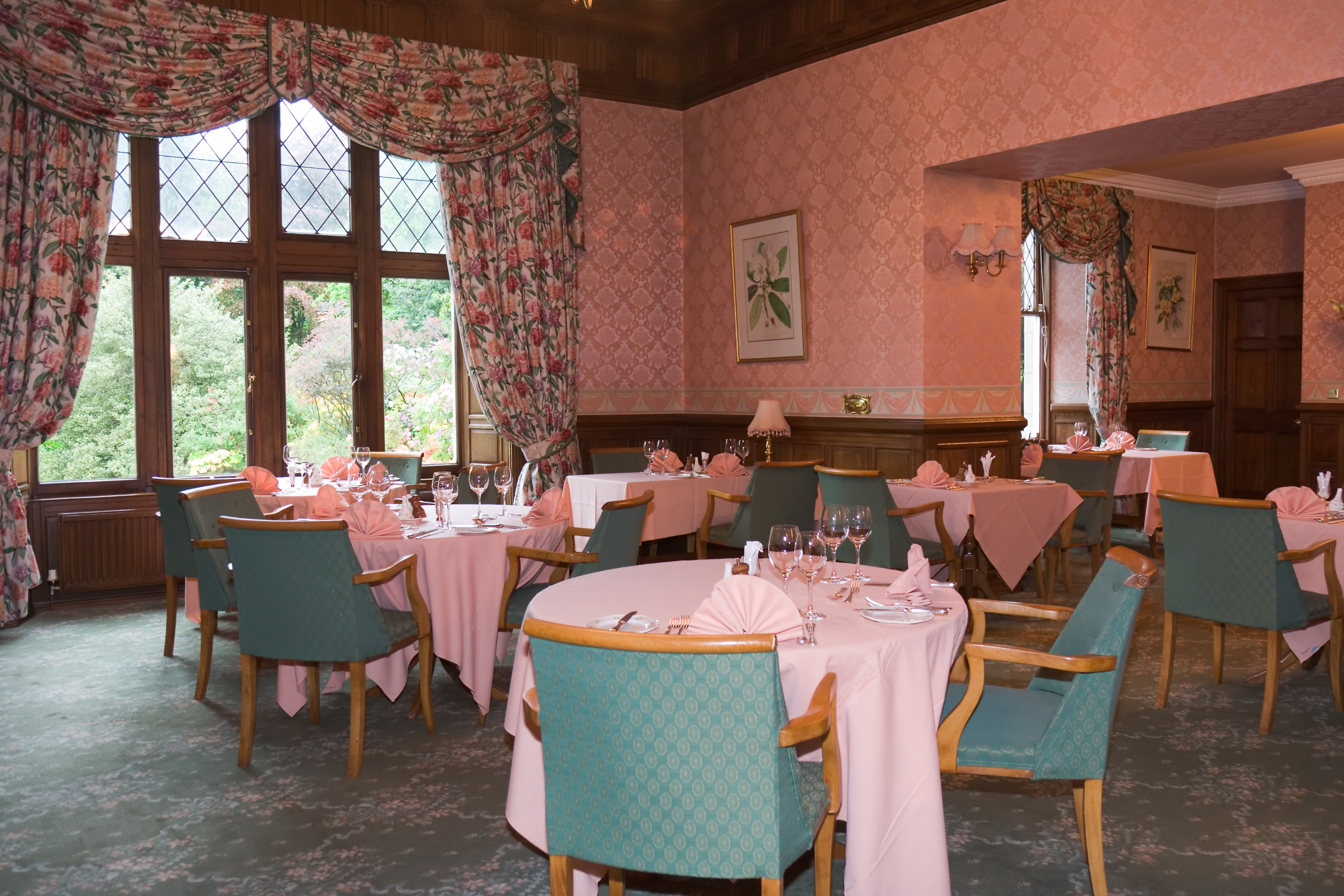
Restaurant du Kildrummy Castle Hotel
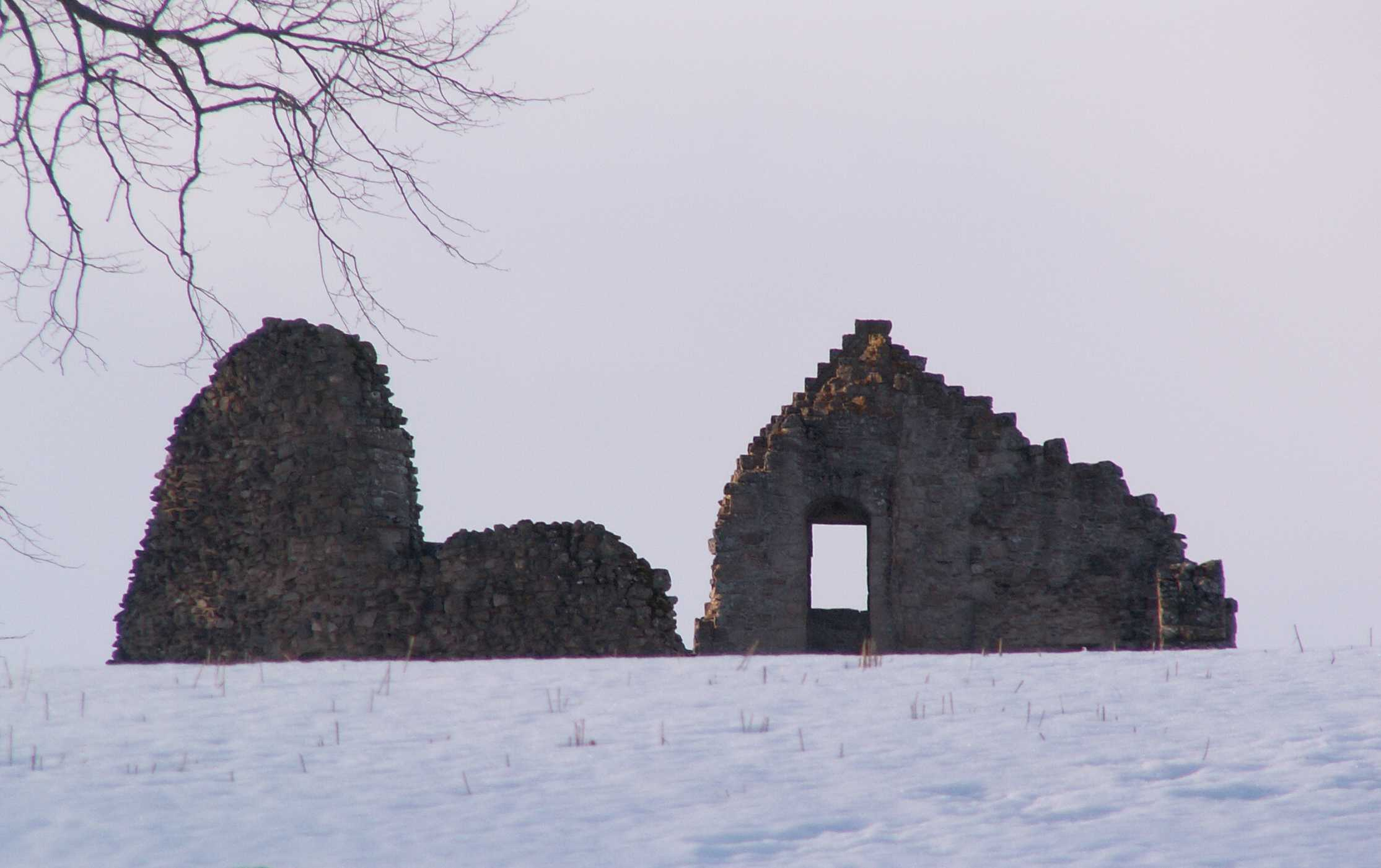
Les ruines sous la neige

## Source
- (en) Cet article est partiellement ou en totalité issu de l’article de Wikipédia en anglais intitulé « Kildrummy Castle » (voir la liste des auteurs).